# Once Upon a Snowman
'Érase una vez un muñeco de nieve' es un cortometraje animado de fantasía estadounidense de 2020 producido por Walt Disney Animation Studios y dirigido por Trent Correy y Dan Abraham. Correy se inspiró en una escena en la que Elsa creó a Olaf mientras trabajaba en Frozen (2013). Él y su equipo buscaron mantener la continuidad y explorar una perspectiva fresca sobre las escenas originales. El cortometraje se lanzó exclusivamente en el servicio de transmisión Disney+ el 23 de octubre de 2020. Ambientado durante los eventos de Frozen, "Érase una vez un muñeco de nieve" sigue las primeras aventuras de Olaf para descubrir su identidad después de ser creado por Elsa, antes de conocer a Anna, Kristoff y Sven.

## Argumento
Durante la canción de Elsa "Let It Go", Olaf, el muñeco de nieve, cobra vida. Antes de que pueda hacer algo, Elsa libera su capa, que vuela y lo derriba por la ladera de la montaña hasta que choca contra un árbol. Sin saber quién es ni por qué está vivo, Olaf decide buscar una identidad para sí mismo. Llega a la Tienda y Sauna de Oaken (donde se puede escuchar a Kristoff cantando "Los renos son mejores que las personas" desde el granero) y es aplastado por la puerta principal por Anna, quien no lo nota y lleva una bolsa de zanahorias (que eventualmente dará a Kristoff y Sven como pago).
Olaf entra en la tienda y conoce a Oaken. Olaf pide una nariz, posiblemente una zanahoria, para su cara, pero Oaken explica que vendió el último lote y decide ayudarlo probando una variedad de otros objetos. Uno de los objetos es un visor antiguo que presenta imágenes del "verano". Olaf se enamora inmediatamente y quiere experimentarlo antes de conformarse con una salchicha para su nariz.
Mientras Olaf sale felizmente con su nueva nariz, aparece repentinamente una manada de lobos y comienzan a perseguirlo por la tundra nevada, momento en el que se puede escuchar a Anna y Kristoff discutiendo sobre el concepto de amor. Olaf pasa por ellos, nuevamente sin ser notado, lo que hace que los lobos cambien repentinamente su atención hacia ellos. Olaf continúa deslizándose y observa a Anna, Kristoff y Sven dando un salto a través del desfiladero mientras abandonan su trineo. Olaf llega al fondo, donde ve una de las zanahorias que se cae, pero es aplastada por el trineo.
La nariz de salchicha de Olaf se rompe, lo que lo entristece. Al ver a uno de los lobos gimoteando lastimosamente frente a su nariz, Olaf se la da, creyendo que él la necesita más que él. El lobo lo lame felizmente antes de irse. Olaf comenta que se sintió como un cálido abrazo, lo que de repente le hace recordar el tiempo que pasó jugando con Anna y Elsa cuando eran niños. Finalmente dándose cuenta de quién es, comenta: "Soy Olaf y me gustan los abrazos cálidos".
Durante los créditos, se ve a Olaf encontrándose con Anna, Kristoff y Sven, quienes eventualmente le darán su nariz de zanahoria.

## Elenco
- Josh Gad como Olaf
- Kristen Bell como Anna
- Livvy Stubenrauch como Anna joven
- Idina Menzel como Elsa
- Eva Bella como Elsa joven
- Jonathan Groff como Kristoff
- Chris Williams como Oaken
- Frank Welker como Sven

## Desarrollo y lanzamiento
En 2012, Trent Correy se unió al programa de entrenamiento de Walt Disney Animation Studios, donde se le encomendó la animación del personaje Olaf para Frozen (2013). Mientras trabajaba en la película, se inspiró en una escena en la que Elsa crea a Olaf, lo que lo llevó a explorar la narrativa de la historia de origen de Olaf y sus aventuras posteriores. Correy expresó su amor por las películas clásicas de Disney como Pinocho (1940) y Bambi (1942) y su deseo de explorar los primeros pasos de Olaf, de manera similar a cómo esas películas representaban las primeras experiencias de los personajes. Hizo referencia a los bocetos originales de 2013 que mostraban ideas de Olaf descubriéndose a sí mismo, y aprovechó la asociación con Disney+ en la D23 Expo para ayudar a desarrollar y lanzar el cortometraje.
Dan Abraham se unió al proyecto por recomendación de Jennifer Lee, codirectora de Frozen, quien quedó impresionada por su comprensión del personaje de Olaf. Becky Bresee, una animadora, encontró especialmente especial la historia de Olaf en "Érase una vez un muñeco de nieve" porque unía los primeros momentos de Olaf y proporcionaba una perspectiva fresca sobre las escenas originales. El equipo disfrutó estableciendo conexiones entre eventos, como los encuentros cercanos entre Anna y Olaf en la primera película, manteniendo una sensación de continuidad con Frozen. Abraham enfatizó el enfoque sistemático de no forzar la narrativa, sino permitir que el personaje de Olaf los guiara naturalmente a diferentes lugares y eventos. Además, incluyeron varios "huevos de Pascua" en el cortometraje, como detalles en el vestido de coronación de Anna y tomas de otras películas animadas de Disney.
"Érase una vez un muñeco de nieve" fue adelantado durante el evento virtual Frozen Fest de Disney el 18 de octubre de 2020 antes de ser lanzado exclusivamente en el servicio de transmisión Disney+ el 23 de octubre de 2020.

## Respuesta crítica
Ryan Britt de Fatherly elogió "Once Upon a Snowman" como un refrescante cortometraje navideño, destacando su divertimento inesperado durante toda su duración, mientras que Drew Taylor de Collider le dio una calificación de A, apreciando el humor entretenido, la interpretación de Josh Gad como Olaf y la atractiva animación. Emily Ashby de Common Sense Media calificó el cortometraje con 5 de 5 estrellas, elogiando su representación de la curiosidad y autodescubrimiento en Olaf y la representación del optimismo y la perseverancia. W. Andrew Powell de TheGATE.ca le dio 4 de 5 estrellas, reconociendo la excelente interpretación y el humor de Gad en la narrativa, pero sugiriendo que podría haber sido más largo. Matt Fowler de IGN le dio una calificación de 6 sobre 10, elogiando la actuación de Gad y la historia, pero sintiendo que le faltaba una adición sustancial a la franquicia Frozen.

## Reconocimientos
El cortometraje fue nominado al Programa Animado Destacado de Formato Corto en los Premios Emmy del Primetime 73.